# Магнетофон
Магнетофон је електронски уређај за снимање и репродукцију звука који ради на принципу магнетизације траке. Први магнетофон је направио Данац Валдемар Поулсен (Valdemar Poulsen) 1898. године. Принцип рада је практично исти као и код каснијег касетофона.

## Дијелови
Магнетофон има електронски и механички дио. Електронски дио претвара звук у електричну енергију и исту користи за запис на магнетску траку помоћу електромагнетске главе за писање и читање. Врши обрнут процес при репродукцији. Механички дио с електромотором помјера магнетску траку напријед или натраг док се на њу записују или с ње очитавају подаци.
Дијелови магнетофона су:
1. Глава за репродукцију
2. Глава за снимање
3. Носачи магнетофонске траке
4. Трака
5. Појачавач звука
6. Звучник
7. Појачавач микрофона
8. Микрофон

## Рад
При снимању електромотор покреће магнетофонску траку која пролази поред магнетофонске главе. Глава (електромагнет) прима промјењиве електричне сигнале које претвара у промјењиво магнетско поље. Ово изазива магнетизацију траке која пролази у складу с тренутним електричним сигналом.
При очитавању процес је обрнут, магнетизирана трака индуцира струју у глави за читање (електромагнету), а та струја се даље појачава и репродуцира у звучнику.
Трака је пластична с нанијетим феромагнетским слојем или рјеђе метална.
Брзина премотавања траке је била стандардизована на 4,75 инча у секунди за снимање говора, 9,5 и 19 инча у секунди за музику. Ређи су били магнетофони са брзином 4,75 јер је репродукција била лошијег квалитета, само за снимање говора, али је зато била аутоматски већег капацитета. Брзина 9,5 се могла сматрати стандардом док су магнетофони са већим брзинама премотавања траке, сматрани и коришћени за професионалне потребе.
Касетофони који су се касније појавили имали су брзину премотавања траке од 4,75 инча у секунди.

## Галерија старих професионалних магнетофона Радио Београда
- Магнетофон Маихак репортерски 1958
- Магнетофон Награ из 1958
- Магнетофон Награ из 1963
- Магнетофон Стелавокс из 1959

## Галерија различитих модела
- Ampex
- Studer
- Webster Chicago
- Ampex
- Revox